# Bernabé Rivera
Bernabé Rivera (? – ?), paraguayi válogatott labdarúgó.
A paraguayi válogatott tagjaként részt vett az 1930-as világbajnokságon.

## Külső hivatkozások
- Bernabé Rivera a FIFA.com honlapján Archiválva 2015. február 5-i dátummal a Wayback Machine-ben

1. ↑  https://footballfacts.ru/person/99236